# Alexandre d'Alton
Alexandre Dalton, anche d'Alton, I conte Dalton (Brive, 20 aprile 1776 – Versailles, 20 marzo 1859), è stato un generale francese.

## Biografia

### I primi anni e le guerre rivoluzionarie francesi
Figlio di un industriale di origini irlandesi, Alexandre d'Alton nacque a Brive. Giovanissimo decise di intraprendere la carriera militare unendosi ai volontari di Corrèze. Entrò in servizio nell'esercito del breve regno costituzionale di Francia il 15 settembre 1791 col grado di sottotenente nell'88º reggimento di fanteria.
Con questo corpo combatté la guerra nel Basso Reno dall'inizio delle ostilità sino al mese ventoso dell'anno III. Nominato aiutante di campo del generale Hédouville, ottenne il comando di Cherbourg il 17 germinale (6 aprile 1795), e divenne capitano il 7 pratile successivo (26 maggio 1795), inquadrato nel 159º fanteria; nel mese di vendemmiaio dell'anno V lasciò il generale Hédouville per seguire il generale Lazare Hoche nella spedizione in Irlanda; sempre al seguito di quest'ultimo si portò poi in Germania quando ottenne il comando degli eserciti della Sambre e della Mosa. Dopo la morte di Hoche, il terzo giorno complementare dell'anno V (19 settembre 1797), il capitano Alton tornò sotto la direzione del generale Hédouville.
Nominato comandante di battaglione il 29 vendemmiaio dell'anno VI (20 ottobre 1797) e si recò a Santo Domingo dove tornò all'inizio dell'anno VII per prendere parte alla campagna d'Italia. Per tutto l'anno VIII fu al seguito della riserva del generale Louis Alexandre Berthier che lo pose al comando del 10º reggimento dragoni. Il generale Murat che lo aveva sotto il suo comando al passaggio del Po ed alla presa di Piacenza il 16 pratile (5 giugno 1800), ebbe larghi elogi per la sua condotta che si distinse altrettanto fulgida a Marengo il 25 dello stesso mese (14 giugno 1800).
Nell'anno IX fu impegnato nei Grigioni venendo promosso il terzo giorno complementare (20 settembre 1801) caposquadriglia del 10º reggimento di dragoni, partendo poi nuovamente per Santo Domingo. Al suo arrivo, il generale Leclerc lo volle con sé dal 18 brumaio anno X (9 novembre 1801), e venne nominato generale di brigata il 15 vendemmiaio anno XI (7 ottobre 1802), contribuendo a battere una rivolta dei negros locali.

### Guerre napoleoniche
Al suo ritorno in Francia, venne nominato maresciallo comandante il 10 pratile (30 maggio 1803) e gli venne concessa la Legion d'onore il 15 piovoso successivo (5 febbraio 1804), inserendosi definitivamente nell'organico militare delle truppe di Napoleone. Combatté ad Austerlitz, ottenendo il 30 frimaio (21 dicembre 1805) il comando del 59º reggimento di fanteria di linea.
Passato al 6º corpo della Grand Armée durante gli anni 1806 e 1807, si trovò a combattere a Jena, a Eylau ed a Friedland, tenendo inoltre il presidio militare di Danzica nel 1808. Napoleone Bonaparte gli conferì il titolo di barone dell'Impero il 15 marzo 1809 ed il 21 marzo successivo venne promosso generale di brigata. Nel 1812 prese parte alla campagna di Russia, ma venne ferito durante la battaglia di Smolensk del 17 maggio 1812 ed ottenne il 23 settembre il permesso di ritirarsi per curarsi al meglio. Lo stesso Napoleone, che più volte aveva elogiato il suo coraggio nel corso di questa campagna, il 10 luglio 1813 gli concesse il comando della cittadella di Erfurt dove rimase bloccato dal 25 ottobre 1813 all'aprile del 1814 quando venne costretto ad arrendersi con la capitolazione dell'impero, pur ottenendo l'onore delle armi.

### La restaurazione francese
Al ritorno della monarchia, decise di aderire alle armate regie tornando in servizio e l'8 luglio 1814 venne nominato cavaliere dell'Ordine di San Luigi da Luigi XVIII di Francia nonché commendatore della Legion d'onore il 23 agosto successivo, oltre all'elevazione al titolo nobiliare di conte. Venne quindi nominato assistente del controllo generale della fanteria nella 1ª Divisione Militare dal 30 dicembre a Metz, e poi dal marzo 1815 a controllare il corpo d'armata al comando del duca di Berry.
Durante la breve esperienza dei Cento giorni, venne nominato da Napoleone luogotenente generale il 13 aprile ed ottenne il comando della 25ª divisione di fanteria nel 9º corpo di osservazione.
Col ritorno della monarchia, dal 1816 al 1817, lavorò come assistente al controllo generale della fanteria della 5ª divisione. Nominato tenente generale il 25 aprile 1821, nel 1831 gli venne affidato il comando delle truppe ad Algeri. Tornato in Francia l'anno successivo, venne nominato commendatore dell'Ordine di San Luigi il 26 ottobre 1826.

### La monarchia di luglio
Con l'avvento della monarchia di Luglio, d'Alton si schierò ancora col sovrano venendo nominato grand'ufficiale della Legion d'Onore il 29 aprile 1833, nonché dal 1835 comandante della 2ª divisione militare e collocato a riposto a parire dal 1841.
Spirò nel 1859.
Suo figlio Alfred Dalton (1815 - 1866) divenne anche lui generale e combatté in Italia durante la Seconda guerra d'indipendenza sotto Napoleone III, mentre sua figlia Aimee sposò Paul de Musset.

## Araldica
| Stemma | Descrizione                                      | Blasonatura |
| \| \|  | Alexandre d'Alton Barone dell'Impero (1809-1815) | Partito: al 1° di verde al giglio d'argento, fogliato e terrazzato d'oro con il quarto dei baroni militari dell'impero; al 2° d'azzurro al leone rampante d'argento tenente con la zampa destra un ramo d'alloro e circondato di cinque stelle d'argento intorno. Corona da barone dell'impero. |
|        | Alexandre d'Alton Conte d'Alton                  | Partito: al 1° di verde al giglio d'argento, fogliato e terrazzato d'oro; al 2° d'azzurro al leone rampante d'argento tenente con la zampa destra un ramo d'alloro e circondato di cinque stelle d'argento intorno. Corona da conte.                                                            |
|        |                                                  | |